# Frost boils

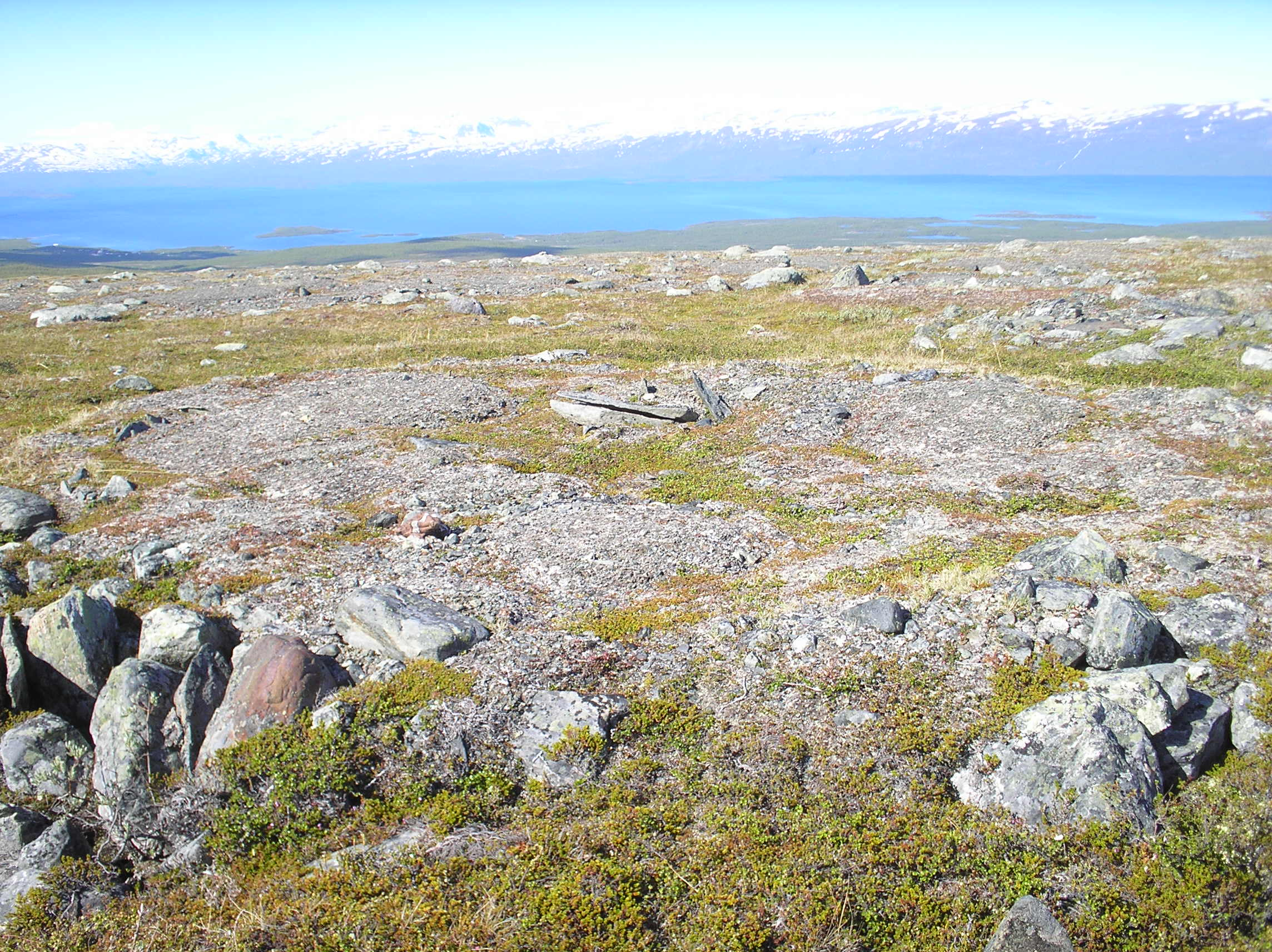
Frost boils nei pressi di Lapporten, Svezia

Le bolle di fango o bolle di ghiaccio (traduzione letterale e non univoca rispettivamente dei termini inglesi mud boils e frost boils), sono dovute alla "risalita in superficie" (upwelling) di fango che si forma durante i fenomeni di criosollevamento e crioturbazione nelle aree in cui c'è il permafrost. Le bolle di fango spesso si aggregano in sciami e possono creare terrazze, se una serie di esse viene a trovarsi in un terreno in pendenza. Le bolle di fango sono spesso protette dall'erosione da un sottile strato di muschi e licheni i quali, dato che le bolle di fango scorrono giù per il pendio a forma di lobi, alla fine vengono a subire il loro flusso proprio come fossero sottoposti al passaggio di un cingolo.